# New York-i felkelés

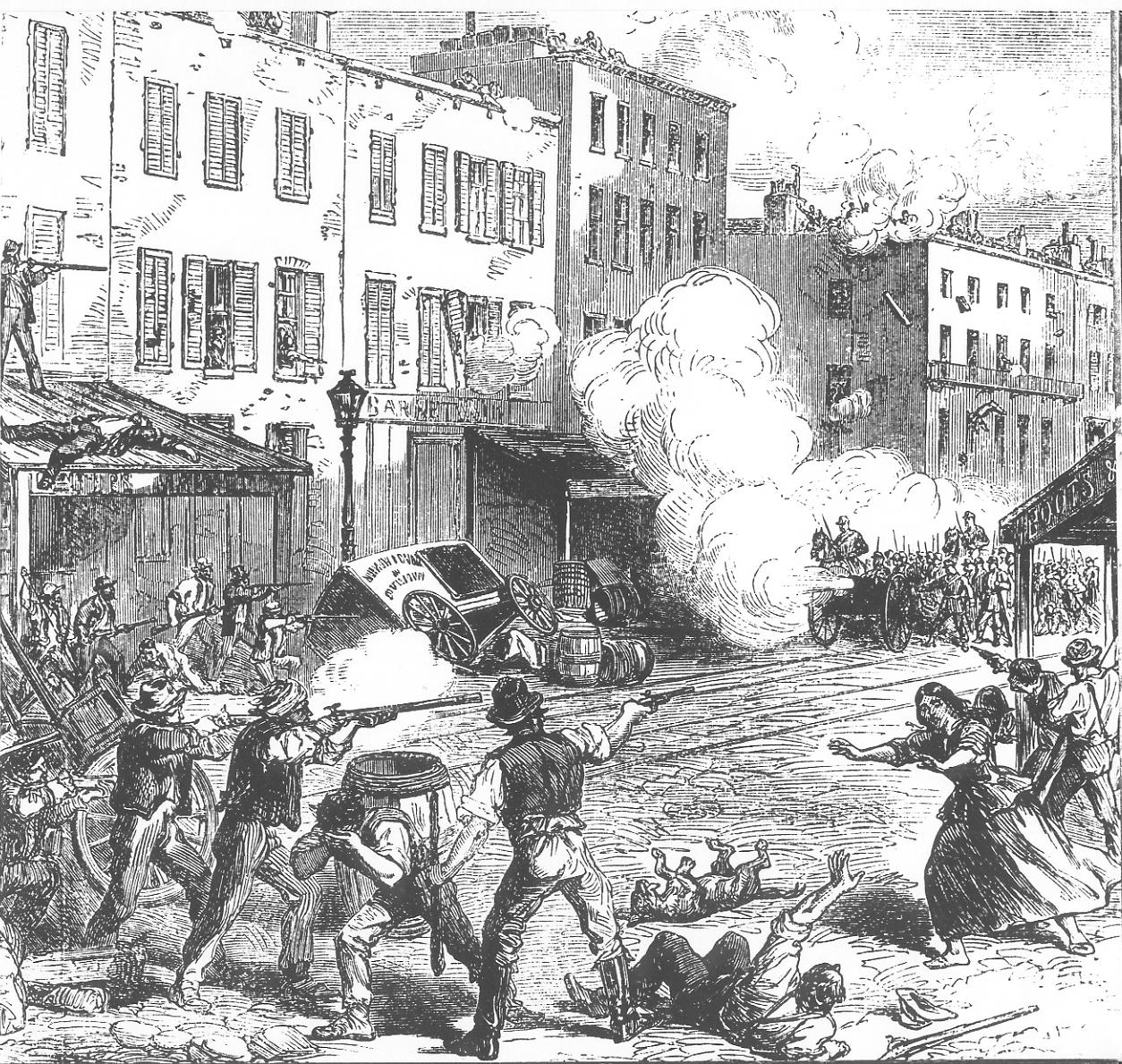
A felkelés egykorú ábrázolása

A New York-i felkelés közel négynapos, zavargásnak induló, majd szabályos fegyveres harccá fajuló súlyos összecsapás volt New Yorkban, az Amerikai Egyesült Államokban 1863. július 13. és július 16. között. Ezt megelőzően is sor került 1857-ben egy kétnapos lázadásra, de a mostani hosszabbra nyúló harcokat súlyos vérontások, etnikai összetűzések, valamint brutális gyilkosságok jellemezték. A város jelentős károkat szenvedett el.

## Előzményei

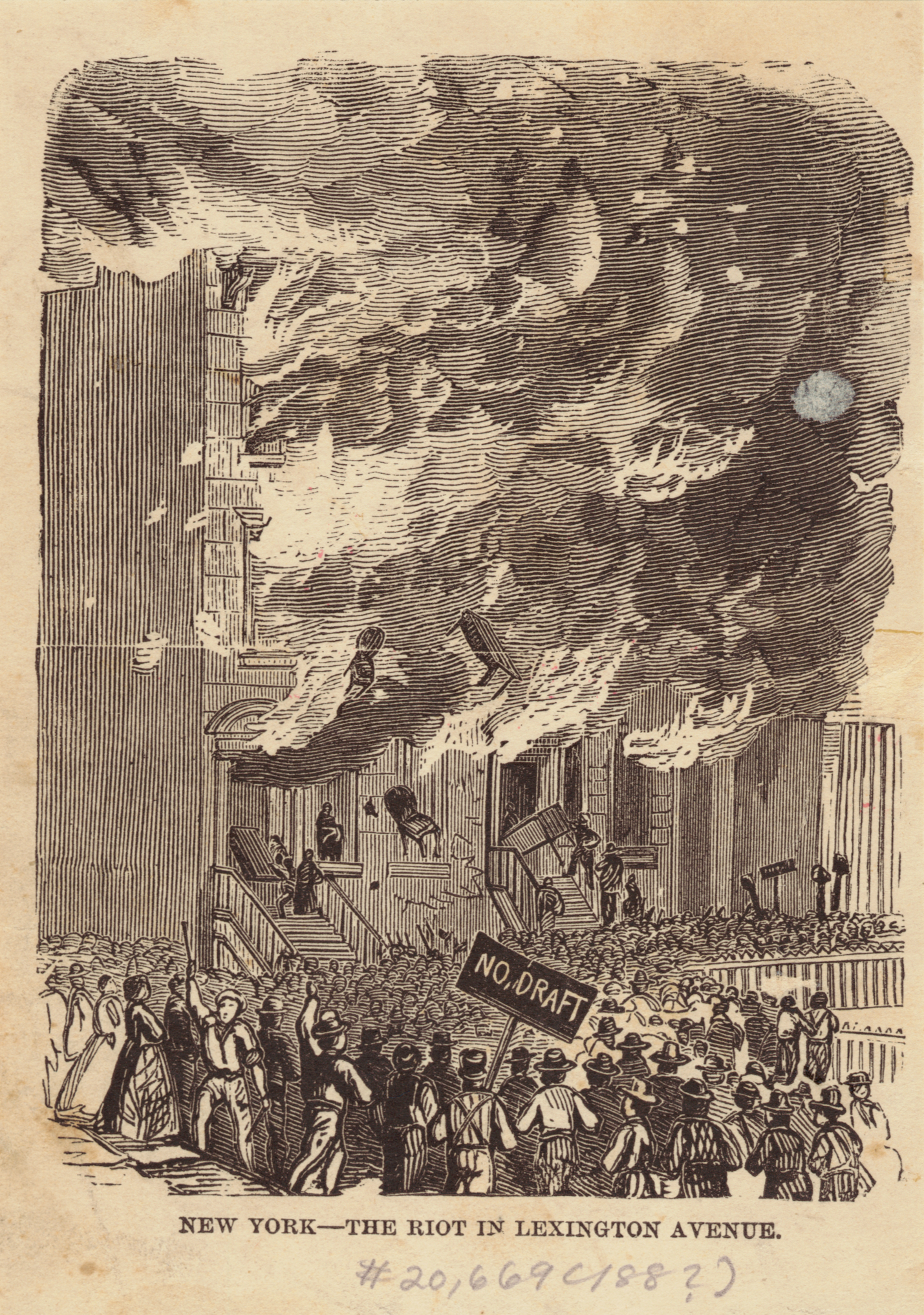
Felgyújtott épület a Lexington sugárúton

Az északi államok iparosodásával megindult a nagymértékű urbanizáció, és New York egyikévé vált a rohamosan fejlődő és bővülő városoknak. Vidékről rengeteg ember áramlott be, de külföldiek is hatalmas számmal érkeztek, elsősorban írek, akik az elviselhetetlen brit elnyomás elől menekültek az Újvilágba már évtizedek óta. A bevándorlók közül azonban nem mindenki jutott munkához New Yorkban, sőt némely kapzsi gyártulajdonos, tőkés, bankár és politikus révén nyomorúságos fizetéseket kaptak. Túlzsúfolt, bűzös, mocskos és omladozó nyomortelepek születtek. Ebben a légkörben pedig bűnözés csapta fel a fejét, amely idővel szervezetté vált. Megjelentek az első gengszterbandák is, amelyek különféle szervezetek és egyesületek, mint például önkéntes tűzoltóságok mögé bújtak. Az ilyen bandák tagjai ekkor nagyobbrészt írek voltak, akiknél aztán családi vállalkozás lett a bűnözés. Ezek a bandák rendszeresen terrorizálták a városi lakosságot.
Az 1850-es évektől kezdve általánossá váltak a zavargások New Yorkban, de kiváltképp Manhattanben; vagy a bandák keltettek lázadást, vagy a szegények és munkások lázadoztak. A rendőrséggel gyakran szabályos ütközetekre került sor, sőt az ilyen összecsapásokban még nők és gyerekek is a férfiakkal egyformán harcoltak a karhatalmi szervek ellen.
A polgárháború kitörése még jobban elmérgesítette a helyzetet. Abraham Lincoln az elhúzódó háború miatt a katonaság állományának növelése érdekében az egész országra kiterjedő sorozást rendelt el, ám a New York-iak, különösen az írek nem akartak bevonulni. A sorozást úgy végezték itt, hogy egy lottókerékbe elhelyezték az emberek nevét, és találomra kihúzták őket. Lincoln elnök engedélyezte, hogy aki tud, az háromszáz dollárért fogadjon helyettest, és váltsa meg a sorkötelezettségét, de ennyi pénzt a jómódúak tudtak csupán kifizetni, ami felbőszítette New York nyomorgó lakosságát, táplálva azt az érzést, hogy ez egész háború csak a tőkés elit harca, amelyet a szegények vérén akarnak megvívni. A kedélyeket szította a republikánus New York Tribune is, amely a háborút éltető cikkeket jelentetett meg, és támadta a sorozások iránt ellenérzéseket tápláló lakosságot.
A feszültségek tetőfoka a rabszolgák felszabadítása volt. Miután Lincoln kimondta a déli ültetvényeken dolgozó feketék azonnali hatállyal történő felszabadítását, a négerek tömegével szöktek északra és újabb hatalmas embertömeg zsúfolódott New York és Manhattan amúgy is telített nyomornegyedeibe. Az ekkor is még hatalmas számban érkező írek és a feketék között viszály ütötte fel a fejét, mert nem mindenhol akadt számukra munka és egymástól féltették amúgy is szűkös munkahelyeiket.

## Eseménytörténete

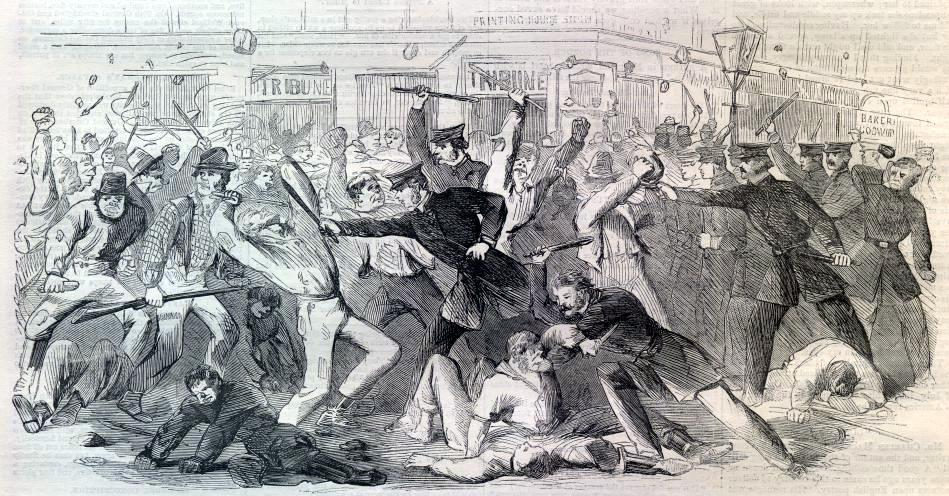
Összecsapás a New York Tribune székháza előtt

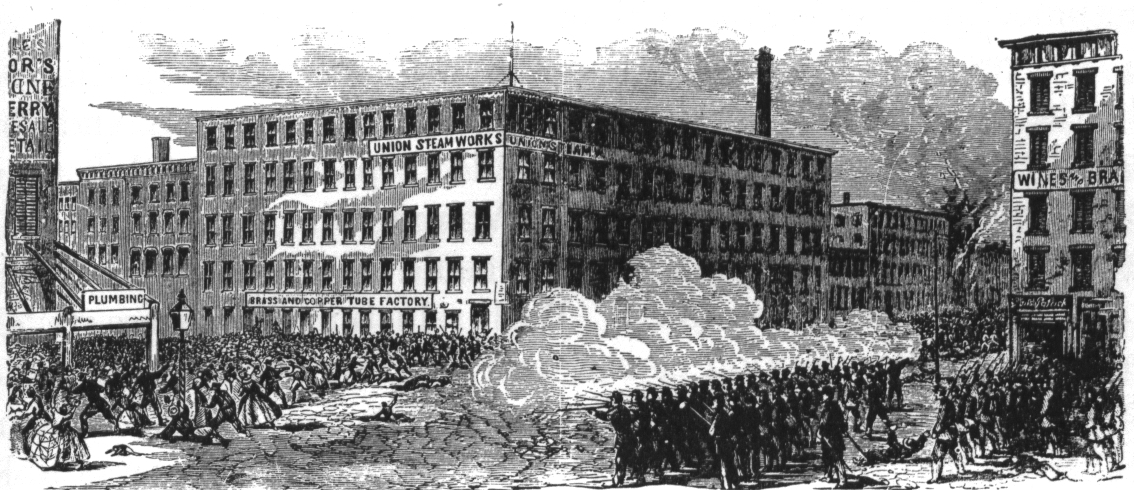
A hadsereg bevetése

1863. július 13-án aztán elszabadult a pokol: újabb hatalmas tömeg és bandák jelentek meg az utcákon a szokásos problémák okozta feszültségek erőszakkal történő levezetésére. Először a rendőrség próbálta szétverni a tömeget, de egyre több és több ember kezébe került éles lőfegyver, ezért a rendőrség is fegyvereket hozatott. Az utcai harcok intenzívebbek lettek, és a rendőrség számbeli hátránya miatt kezdett kiszorulni az utcákról. Ekkor a katonaság lépett fel, és a megmozdulás kezdett már szabályos felkeléssé válni. A katonaság sem tudta megállítani a fegyveres csőcseléket, s a városi vezetés lassan komolyan vette a felkelést, attól tartva, hogy forradalomba csapnak át az események, és a város a felkelők kezére jut. A harcok július 14-én és július 15-én is zajlottak. De nemcsak a katonákkal és a rendőrökkel harcoltak a civilek. Egymásra is tüzet nyitottak a rivális gengszterek körül csoportosuló tömegek. A lázadás teljesen spontán volt, nem állt mögötte szervezkedés, és a következő napokban sem szerveződött meg, hanem csak különféle tömegek harcoltak a városban a rendfenntartó erőkkel és a hadsereggel, avagy egymás ellen.
A csőcselék megtámadta a négerek lakóhelyeit, és nyílt pogrom kezdődött ellenük. Minden feketét, akit csak értek, megöltek vagy embertelenül megkínoztak, de ez várt az elfogott rendőrökre és katonákra is. Minden fára és lámpaoszlopra felakasztottak feketéket, akiket hiába vágtak le a rendőrök, a csőcselék utánuk újból felakasztotta. Egy halott fekete férfit például a nemi szervére kötött kötéllel húztak végig az utcákon. Felgyújtottak egy feketék számára fenntartott árvaházat, ahol megöltek egy néger kislányt, de felégették a sorozóirodákat, a rendőrség kaszárnyáit, és megtámadták a New York Tribune szerkesztőségét is. Utóbbit nem tudták elfoglalni, mert az újságírók megolvasztották a nyomdagépek betűit, és az ablakokból a forró ólmot a tömeg nyakába zúdították. Két Gatling-géppuska is védte a szerkesztőség épületét. Hasonló fegyvert más utcákon is bevetettek a felkelők ellen.
Július 16-ra a gettysburgi csatából több hadtestet vezényeltek New Yorkba, amelyek hosszú harc után elfojtották végül a felkelést. A városban tetemes volt az anyagi kár. Az eső meggátolta, hogy a gyújtogatások révén még több ház gyulladjon ki, és netalán tűzvész pusztítsa el a két várost. A négy napig tartó harcok eredménye körülbelül kétezer halott és nyolcezer sebesült a legnagyobb becslések szerint.

## Következményei
A felkelés arra késztette a városi vezetést, hogy a tőkések túlkapásaival szemben némileg fellépjen, és enyhítse a lakosság terheit. Ennek ellenére a várost és az egész országot még hosszú-hosszú évtizedekig a korlátok nélküli kapitalista kizsákmányolás jellemezte, és New Yorkban is tovább mélyült a nyomor és a bűnözés. A társadalmi és etnikai feszültségek miatt még jó pár nagyobb megmozdulás történt a városban még a 20. század végén is, de az 1863-as felkelést nem múlta felül egyik sem.

## Feldolgozásai
A felkelés idején játszódik Martin Scorsese New York bandái című 2002-es filmje.

## Külső hivatkozás
- New York Saloons 1845–1895